# Lophoptera delogramma
Lophoptera delogramma är en fjärilsart som beskrevs av Louis Beethoven Prout 1926. Lophoptera delogramma ingår i släktet Lophoptera och familjen nattflyn. Inga underarter finns listade i Catalogue of Life.